# Szendrey Mihály (színművész)
Szendrey Mihály (Pozsony, 1902. szeptember 11. – Kolozsvár, 1989. március 5.) magyar színész. Szendrey Mihály és Lontai Boriska fia.

## Élete
Tanulmányait Aradon, majd a budapesti Közgazdaságtudományi Egyetemen végezte. Édesapjánál lépett először színpadra, később Marosvásárhelyre került. Ezután a kolozsvári Thália Színháznál szerepel mint táncoskomikus, majd 1940 és 1945 között tisztviselőként dolgozott, 1945 és 1965 között a kolozsvári Állami Magyar Színházban volt epizodista.

## Főbb szerepei
- Jacobi Viktor: Leányvásár - Fritz
- Farkas Imre: Nótás kapitány - Miska
- Gorkij: Ellenségek - Pologij tisztviselő
- Lope de Vega: A kertész kutyája - Octavio